# 타우랑가 시티 AFC
타우랑가 시티 AFC(Tauranga City Association Football Club)는 뉴질랜드 타우랑가를 연고로 하는 축구단이다. 남녀 팀 모두 현재 NRFL 챔피언십에 참가하고 있다.

## 클럽 연혁
타우랑가 시티 AFC는 1964년에 창단되었으며, 2000년 마운트 마웅가누이 AFC가 해체하고 타우랑가 시의회가 클럽을 마웅가누이 링크스 애비뉴에 있는 이전 구장으로 이전하면서 이름을 타우랑가 시티 유나이티드로 변경했다. 2017년에는 유나이티드라는 이름을 없애고 지역 유소년 팀인 '마운트 마웅가누이 JFC'와 합병하면서 원래 이름인 '타우랑가 시티 AFC'로 돌아갔다. 합병과 함께 구단은 새로운 배지와 감청색에서 하늘색으로의 색상 변경도 발표했다.
현재 '와이BOP' 지역에서 공인된 뉴질랜드 풋볼 인재 개발 프로그램을 보유한 유일한 구단이다. 이를 통해 클럽은 '미니 블루스'(4-6세)부터 남자 NRFL 디비전 1 및 여자 NRFL 프리미어리그에서 베이오브플렌티를 대표하는 시니어 축구에 이르기까지 완전한 시스텀을 구축하고 있다.
2019년에는 지역 학교 및 클럽과의 관계 발전에 헌신하여 선도적인 개발 프로그램을 제공한 공로로 와이BOP 지역의 올해의 클럽으로 선정되었다.
구단은 2002년 채텀 컵에서 준우승을 기록하며 구단 최고 대회기록을 세웠다.